# کونابارابران ۲۶۱۸
سیارک ۲۶۱۸ (به انگلیسی: 2618 Coonabarabran، نامگذاری:1979MX2) دو هزار و ششصد و هجدهمین سیارک کشف شده‌است که در ۲۵ ژوئن ۱۹۷۹ کشف شد.
قدر مطلق سیارک برابر ۱۲٫۰۰ است.